# Запис кестен код цркве (Бањица)
Запис кестен код цркве (Бањица) се налази на парцели чији је власник Манастир Светог оца Николаја.

## Локација
| Општина             | Чачак                                                            |
| Катастарска општина | Бањица                                                           |
| Потес               | Рајића Брдо                                                      |
| Координате          | 43° 48′ 46″ С; 20° 24′ 00″ И / 43.8127° С; 20.399999999999999° И |
| Надморска висина    | 327m                                                             |

## Карактеристике
Дендрометријске вредности утврђене на терену и сателитским снимцима:
| Стабло                     | Кестен |
| Висина стабла              | m      |
| Обим дебла                 | m      |
| Пречник крошње             | 10m    |
| Пречник дебла              | m      |
| Висина дебла до прве гране | m      |

## База записа
Запис је у оквиру Викимедија пројекта "Запис - Свето дрво" заведен под редним бројем 0797.